# Olympische Zomerspelen 2024

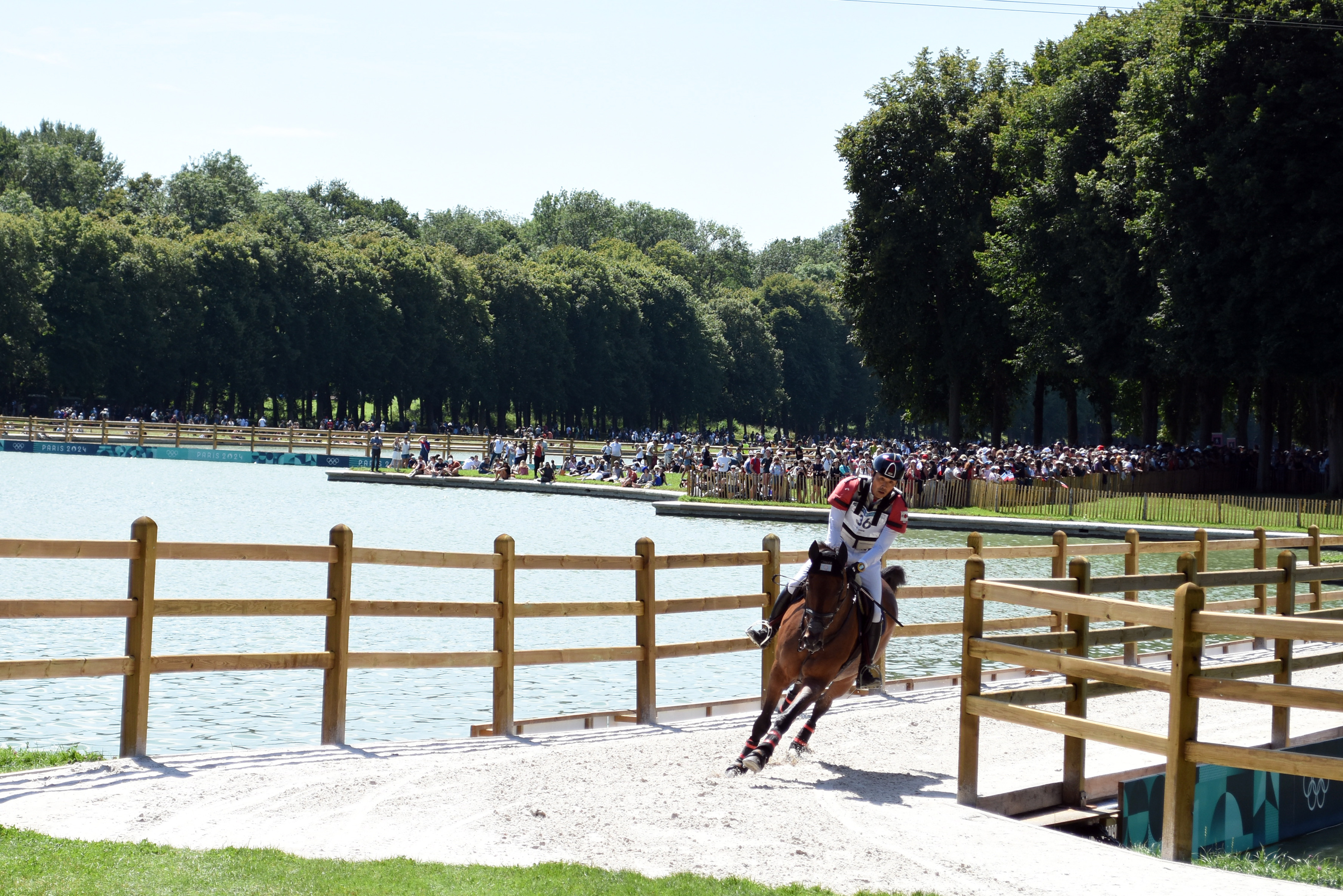
Paardensport in Versailles, 28 juli 2024

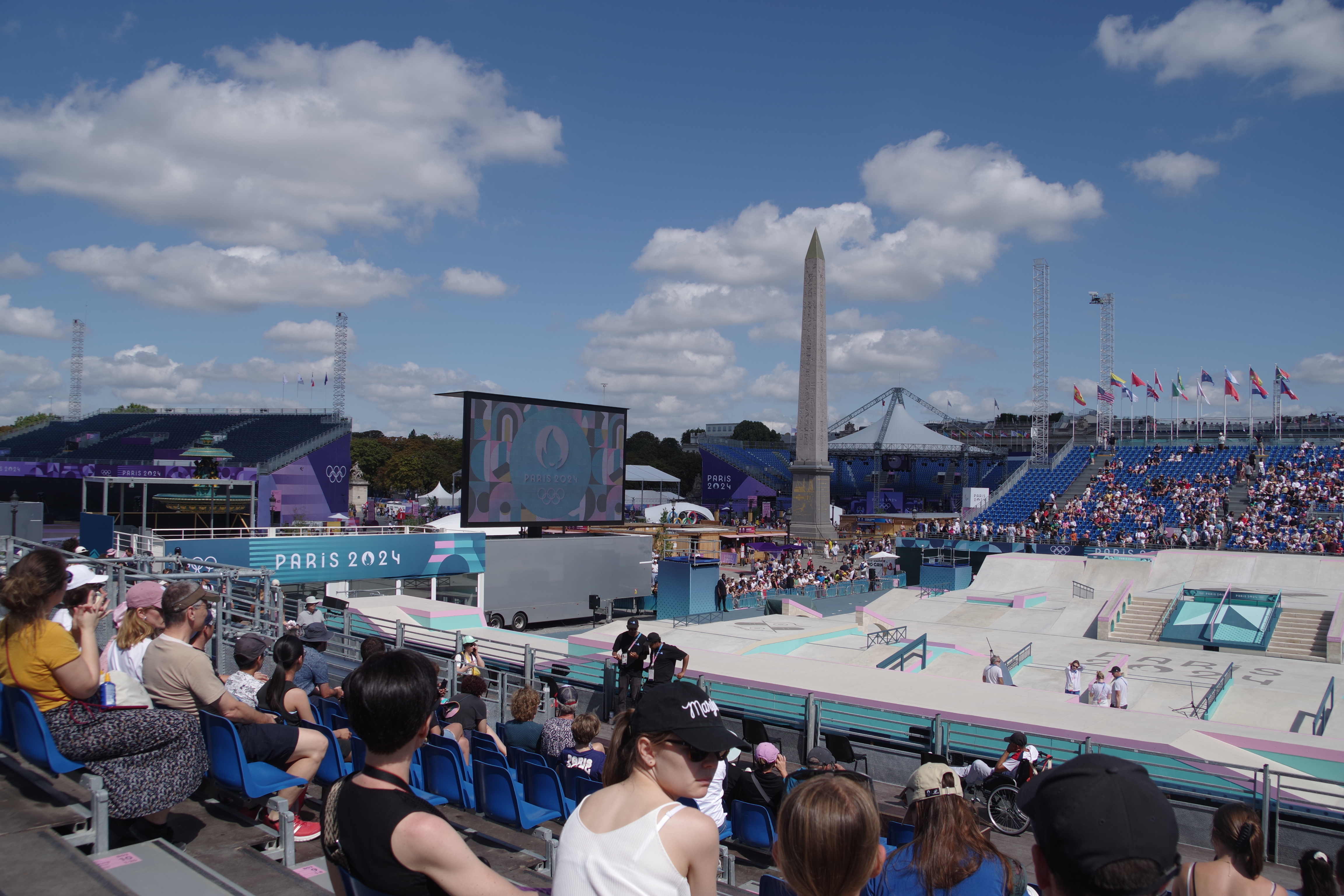
Skateboarden op de Place de la Concorde, 7 augustus 2024

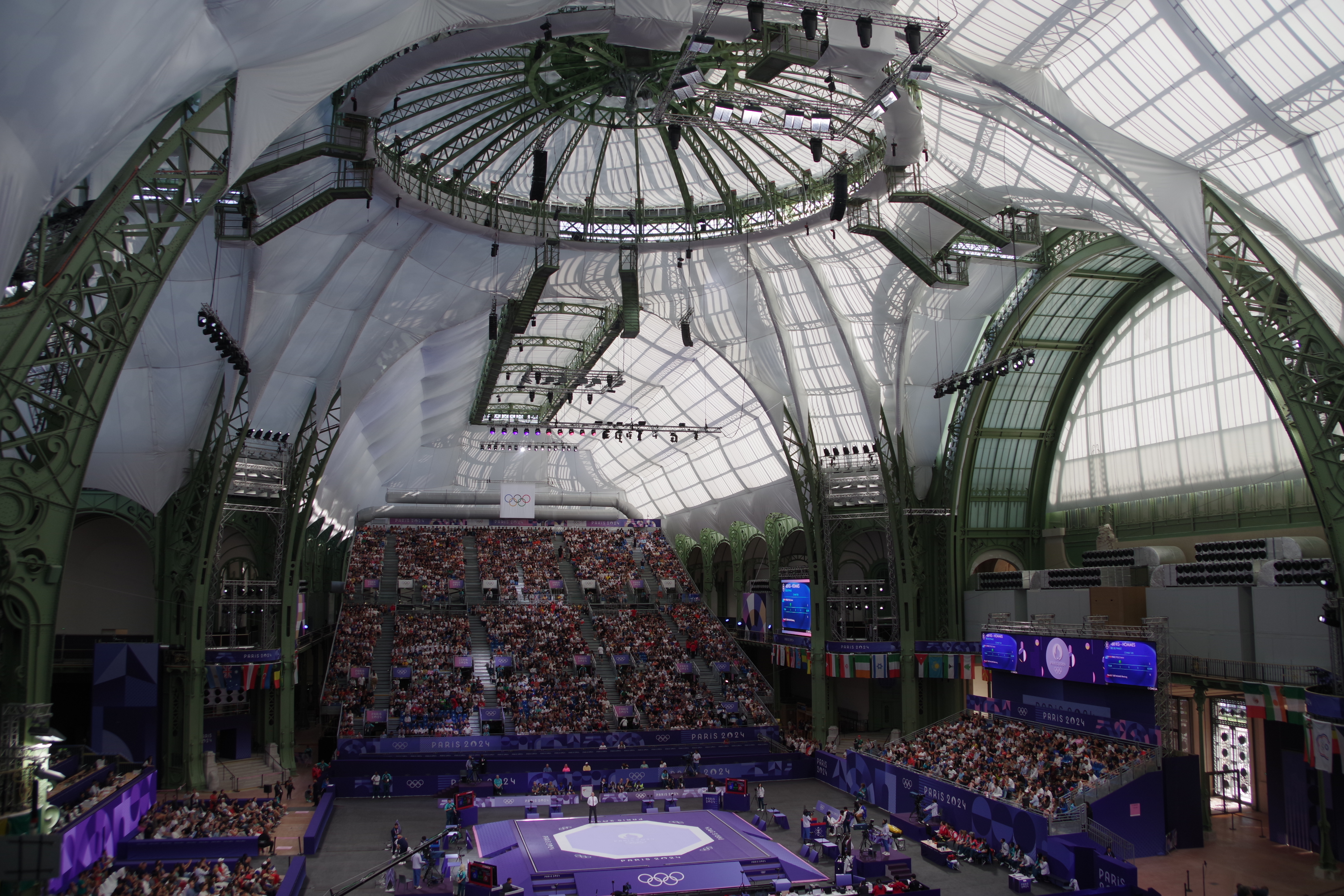
Taekwondo in het Grand Palais, 8 augustus 2024

De Olympische Zomerspelen van de XXXIIIe Olympiade werden in 2024 gehouden in Parijs. Het was de 33e editie van de Zomerspelen, die voor het eerst in 1896 werden georganiseerd.
In juli 2017 bereikten Parijs, Los Angeles en het IOC een overeenkomst waarmee Parijs formeel als gastheer van de Olympische Spelen van 2024 aangeduid kan worden, nadat Parijs de enige overgebleven kandidaat is. Los Angeles, de enige andere kandidaat voor deze editie, heeft aangegeven zich te focussen op de Spelen van 2028. De officiële toewijzing aan Parijs vond plaats op de 131e IOC-sessie op 13 september 2017 in Lima, Peru.

## Kandidaat-steden
Vijf steden maakten gebruik van de mogelijkheid om zich tot 16 september 2015 bij het IOC aan te melden. Het IOC heeft al deze steden officieel als kandidaat-steden aangemerkt. Daarvan bleef er nog één in de race. De Franse hoofdstad Parijs wilde de Spelen al organiseren in 1992, 2008 en 2012. Het was honderd jaar geleden (1924) dat de Spelen in Frankrijk plaatsvonden.
Tussen 13-16 mei 2017 kwam de onderzoekscommissie van de OS de voorgestelde faciliteiten inspecteren die Parijs en meer algemeen Frankrijk voorstellen. Op 16 mei werden de inspecteurs uitgenodigd door president Emmanuel Macron, die zijn steun toezegde voor de kandidatuur van Parijs en aankondigde dat hij op de volgende OS-afspraken aanwezig zal zijn: op 11 juli in Lausanne voor de verdediging van de kandidatuur en op 13 september in Lima voor de definitieve toewijzing.
Kandidaten
| Stad        | NOC              |
| Parijs      | Frankrijk        |
| Boedapest   | Hongarije        |
| Hamburg     | Duitsland        |
| Los Angeles | Verenigde Staten |
| Rome        | Italië           |

## Openingsceremonie

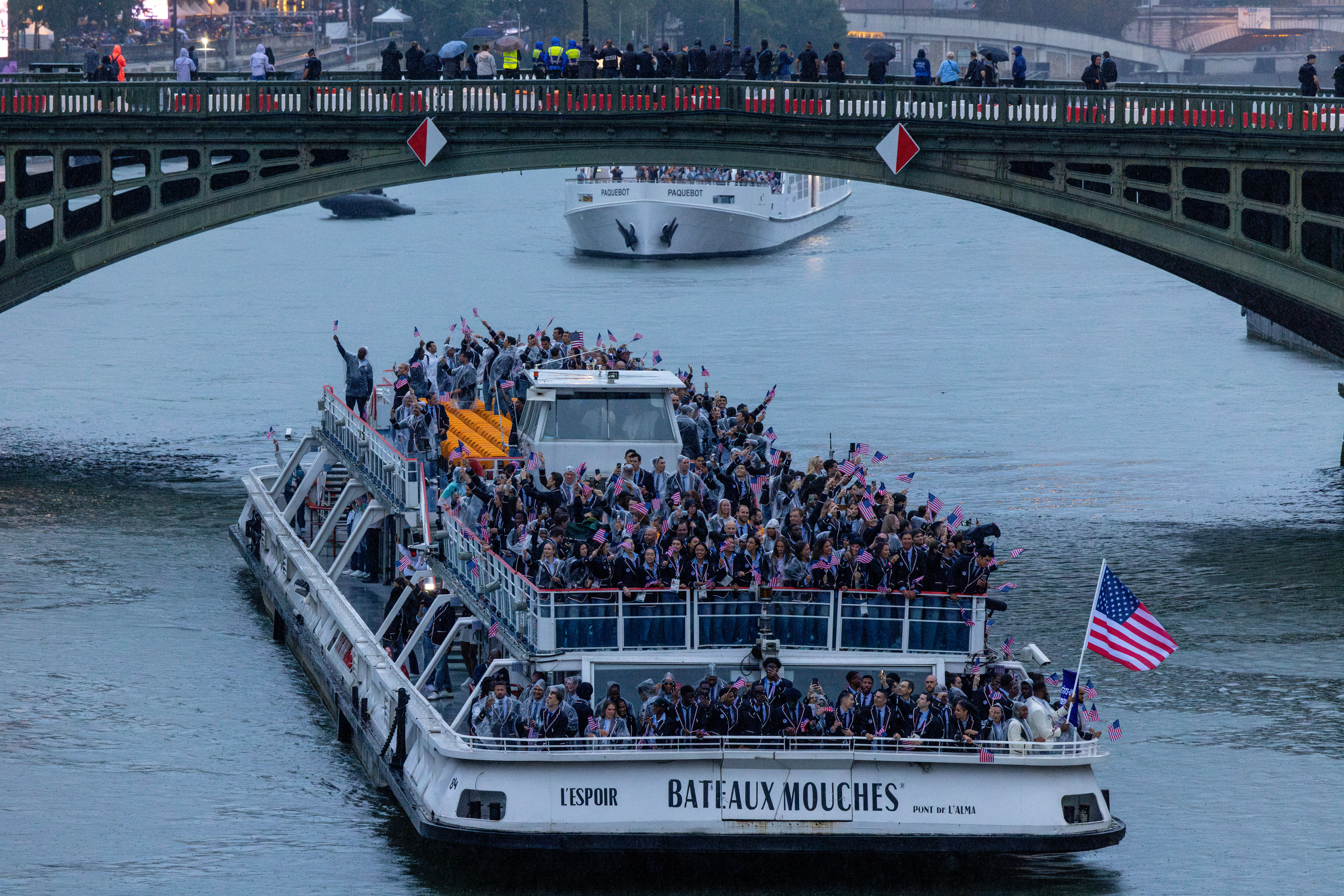
Openingsceremonie

De openingsceremonie van deze spelen vond in tegenstelling tot de voorgaande Olympische Spelen niet plaats in een stadion, maar midden in de stad, op en rond de Seine. In plaats van in een parade door een stadion te lopen, voeren de sporters in een botenparade over de Seine. Langs de Seine en bij de Eiffeltoren vonden diverse optredens plaats en het Olympisch vuur werd ontstoken in een ballon die opsteeg boven de Tuilerieën. Voor Nederland werd de vlag gedragen door basketballer Worthy de Jong en handbalster Lois Abbingh, voor België basketbalster Emma Meesseman en ruiter Jérôme Guéry. Het olympisch vuur werd ontstoken door judoka Teddy Riner en voormalig sprintster Marie-José Pérec.
Verschillende politici namen tijdens de ceremonie aanstoot naar aanleiding van een vermeende uitbeelding van Het Laatste Avondmaal van Leonardo da Vinci, waarbij een groep dragqueens, een transmodel en een in wijnbladeren geklede zanger een feestelijke en losbandige maaltijd uitbeeldden. Een aantal katholieke christenen zag dit als een bespotting van hun geloof. Choreograaf Thomas Jolly verklaarde later dat het tafereel een heidens feest met Dionysos moest uitbeelden, ter ere van de Olympische goden. Volgens sommigen leek de scène dan ook meer op het schilderij Het feest van de goden van Jan van Bijlert. De openingsceremonie werd afgesloten door Céline Dion, die voor het eerst sinds vijf jaar weer optrad. Vanaf de Eiffeltoren bracht ze het chanson l'Hymne à l'amour van Édith Piaf ten gehore.
Op de dag van de ceremonie vonden verschillende brandstichtingen op spoorwegen in Frankrijk plaats, waardoor het reizigersverkeer ernstig verstoord werd.

## Sluitingsceremonie

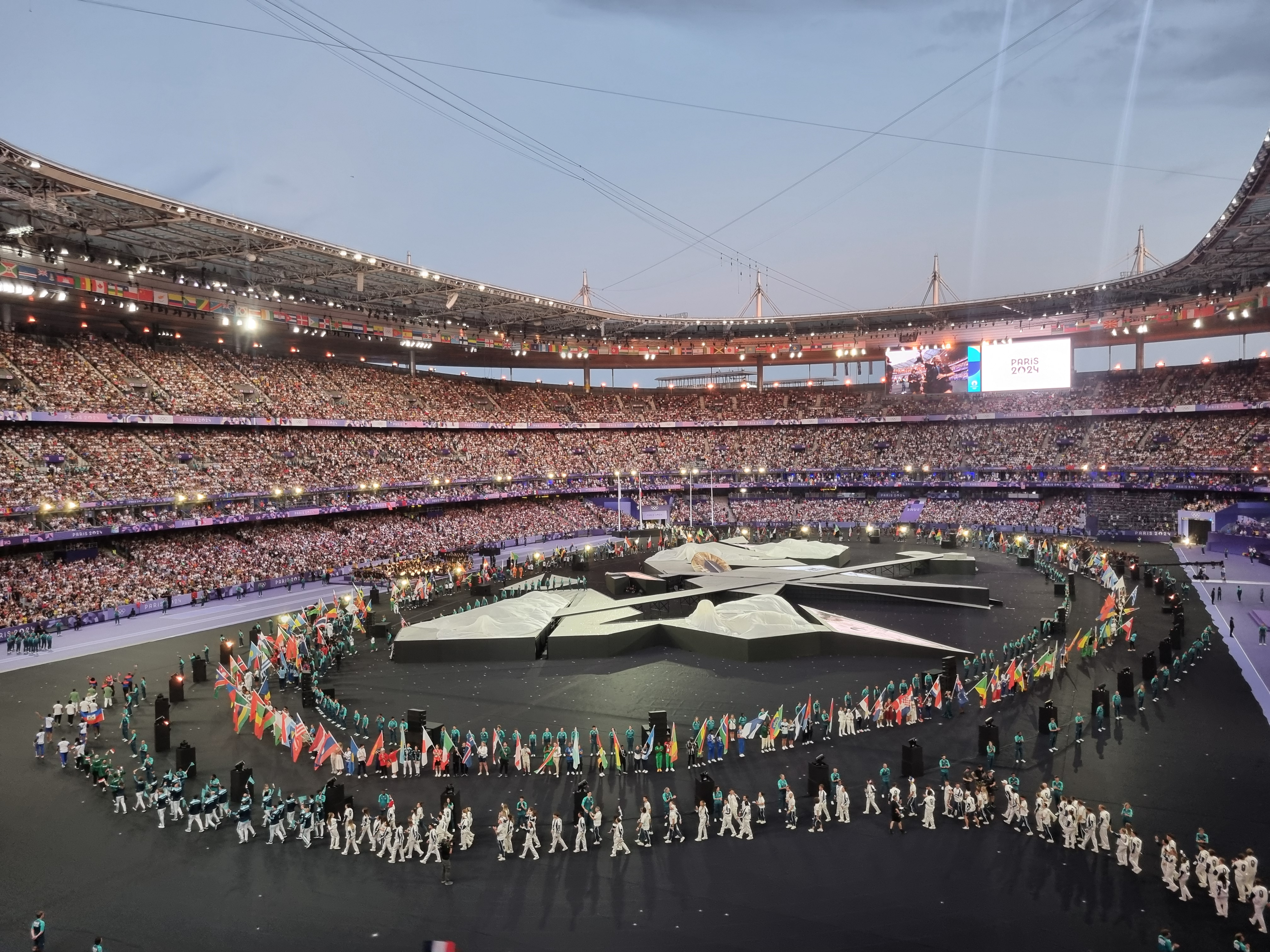
Sluitingsceremonie

De sluitingsceremonie vond plaats in het Stade de France op 11 augustus 2024. De ceremonie, getiteld "Records", had als thema voor het showdeel een dystopische toekomst, waar de Olympische Spelen waren verdwenen en een groep buitenaardse wezens deze opnieuw uitvindt. Er participeerden meer dan honderd artiesten, waaronder acrobaten, dansers en circusartiesten.
Zwemmer Léon Marchand – vijfvoudig Olympisch medaillewinnaar op de Spelen – mocht de Olympische vlam in de schaal onder de kabelballon in de Jardin des Tuileries doven en de Olympische vlam in een lantaarn naar het Stade de France te brengen. Hij werd in de Tuilerieën begeleid door Zaho de Sagazan die Sous le ciel de Paris zong met het koor van de Händel-Hendrix Academie.
In het Stade de France kwamen de sporters toe, voorafgegaan door de vlaggendragers van de deelnemende landen – voor Nederland waren dit Femke Bol en Harrie Lavreysen; voor België was Nafi Thiam gekozen.
Het Divertimento-orkest onder leiding van Zahia Ziouani speelde hierbij La Marseillaise. Het publiek kon meezingen in een karaoke op Take Me Away van Charles Aznavour, Les Champs Élysées van Joe Dassin of We Are the Champions van Queen.
Zoals de traditie voorschrijft, werd er midden in de sluitingsceremonie van de Olympische Spelen een medailleceremonie gehouden, ditmaal de marathon voor vrouwen met de gouden medaille van Sifan Hassan.
Er volgden optredens van Phoenix, deels vergezeld door Ezra Koenig van Vampire Weekend, Kavinsky begeleid door Angèle (Nightcall) en Air, en toespraken van Tony Estanguet, voorzitter van het organisatiecomité, en Thomas Bach, voorzitter van het Internationaal Olympisch Comité.
De Olympische vlag werd symbolisch overhandigd door Anne Hidalgo, burgemeester van Parijs, aan Karen Bass, burgemeester van Los Angeles, vergezeld door de Amerikaanse turnster Simone Biles. De Amerikaanse acteur Tom Cruise nam ook deel aan de traditionele estafette door langs een tokkelbaan van het dak van het Stade de France te landen aan het podium op de muziek van Theme from Mission: Impossible en te vertrekken op een motorfiets met de vlag van de Olympische Spelen in een mix van live en vooraf opgenomen beelden in Parijs en Los Angeles, waar sporters Kate Courtney, Michael Johnson en Jagger Eaton figureerden, evenals opmerkelijke locaties in Los Angeles zoals het Hollywood Sign, met Olympische ringen, en het Los Angeles Memorial Coliseum.
Vanop het strand van Venice Beach volgden vooraf opgenomen optredens van Red Hot Chili Peppers, Billie Eilish, Snoop Dogg en Dr. Dre. In het stadion in Parijs zong H.E.R. het Amerikaanse volkslied en Yseult My Way, een bewerking van Comme d'habitude.
Thomas Bach en enkele sporters uit de verschillende continenten (Teddy Riner, Sun Yingsha, Eliud Kipchoge, Mijaín López en Emma McKeon) en het vluchtelingenteam (Cindy Ngamba) namen deel aan het doven van de vlam in de lantaarn, die Léon Marchand op het podium bracht, om de afsluiting van deze spelen te materialiseren.
Sporters van het Franse Paralympische team werden gepresenteerd voor de overdracht naar de Paralympische Zomerspelen 2024. Antoine Dupont gaf de Franse vlag door aan zijn Paralympische ambtgenoot Nantenin Keïta. Hierna volgde nog vuurwerk, afgevuurd vanaf het dak van het stadion.

## Accommodaties

### Parijs
| Locatie                        | Evenementen                      | Capaciteit     | Status    |
| ------------------------------ | -------------------------------- | -------------- | --------- |
| Parc des Princes               | Voetbal                          | 47.926         | Bestaand  |
| Bercy Arena                    | Basketbal (finales)              | 15.000         | Bestaand  |
| Bercy Arena                    | Gymnastiek (turnen & trampoline) | 15.000         | Bestaand  |
| Stade Roland-Garros            | Tennis                           | 36.000         | Bestaand  |
| Stade Roland-Garros            | Boksen                           | 9.829          | Bestaand  |
| Eiffeltoren Stadion            | Volleybal (beach)                | 12.860         | Tijdelijk |
| Paris Expo Porte de Versailles | Volleybal (zaal)                 | 12.000 (hal 1) | Bestaand  |
| Paris Expo Porte de Versailles | Gewichtheffen                    | 5.000 (hal 6)  | Bestaand  |
| Paris Expo Porte de Versailles | Tafeltennis                      | 6.650 (hal 4)  | Bestaand  |
| Grand Palais éphémère          | Judo                             | 8.356          | Tijdelijk |
| Grand Palais éphémère          | Worstelen                        | 8.356          | Tijdelijk |
| Grand Palais                   | Schermen                         | 8.000          | Bestaand  |
| Grand Palais                   | Taekwondo                        | 8.000          | Bestaand  |
| Hôtel des Invalides Esplanade  | Boogschieten                     | 8.000          | Tijdelijk |
| Arena Porte de la Chapelle     | Gymnastiek ritmisch              | 7.000          | Nieuw     |
| Arena Porte de la Chapelle     | Badminton                        | 6.700          | Nieuw     |
| Place de la Concorde           | Skateboarden park                | 7.174          | Tijdelijk |
| Place de la Concorde           | Skateboarden street              | 6.112          | Tijdelijk |
| Place de la Concorde           | BMX freestyle                    | 5.082          | Tijdelijk |
| Place de la Concorde           | 3x3 basketbal                    | 5.020          | Tijdelijk |
| Place de la Concorde           | Breaking                         | 5.020          | Tijdelijk |
| Pont d'Iéna                    | Atletiek (marathon/snelwandelen) | 3.349          | Tijdelijk |
| Pont d'Iéna                    | Triatlon                         | 3.349          | Tijdelijk |
| Pont d'Iéna                    | Wielrennen (weg)                 | 3.349          | Tijdelijk |
| Pont d'Iéna                    | Zwemmen (open water)             | 3.349          | Tijdelijk |

### Regio Parijs
| Locatie                        | Evenementen            | Capaciteit | Status      |
| ------------------------------ | ---------------------- | ---------- | ----------- |
| Stade de France                | Atletiek               | 77.083     | Bestaand    |
| Stade de France                | Rugby Seven            | 77.083     | Bestaand    |
| Paris La Défense Arena         | Waterpolo (finales)    | 17.000     | Bestaand    |
| Paris La Défense Arena         | Zwemmen                | 17.000     | Bestaand    |
| Stade olympique Yves-du-Manoir | Hockey (hoofdveld)     | 10.000     | Gerenoveerd |
| Stade olympique Yves-du-Manoir | Hockey (tweede veld)   | 5.000      | Gerenoveerd |
| Site d'escalade du Bourget     | Klimsport              | 6.000      | Nieuw       |
| Centre aquatique olympique     | Schoonspringen         | 5.000      | Nieuw       |
| Centre aquatique olympique     | Synchroonzwemmen       | 5.000      | Nieuw       |
| Centre aquatique olympique     | Waterpolo (voorrondes) | 5.000      | Nieuw       |

### Zone Versailles
| Locatie                                   | Evenementen                                        | Capaciteit | Status    |
| ----------------------------------------- | -------------------------------------------------- | ---------- | --------- |
| Kasteel van Versailles                    | Moderne vijfkamp (uitgezonderd voorronde schermen) | 40.000     | Tijdelijk |
| Kasteel van Versailles                    | Paardensport                                       | 40.000     | Tijdelijk |
| Le Golf National                          | Golf                                               | 32.720     | Bestaand  |
| Colline d'Élancourt                       | Wielrennen (mountainbike)                          | 15.000     | Tijdelijk |
| Vélodrome de Saint-Quentin-en-Yvelines    | Wielrennen (baan)                                  | 5.000      | Bestaand  |
| Stade de BMX de Saint-Quentin-en-Yvelines | Wielrennen (BMX)                                   | 3.000      | Bestaand  |

### Buiten de regio Parijs
| Locatie                                     | Evenementen            | Capaciteit | Status    |
| ------------------------------------------- | ---------------------- | ---------- | --------- |
| Stade Vélodrome, Marseille                  | Voetbal                | 67.394     | Bestaand  |
| Parc Olympique Lyonnais, Lyon               | Voetbal                | 59.186     | Bestaand  |
| Nouveau Stade Bordeaux, Bordeaux            | Voetbal                | 42.000     | Bestaand  |
| Stade Geoffroy-Guichard, Saint-Étienne      | Voetbal                | 41.965     | Bestaand  |
| Stade de la Beaujoire, Nantes               | Voetbal                | 37.473     | Bestaand  |
| Allianz Riviera, Nice                       | Voetbal                | 36.178     | Bestaand  |
| Stade Pierre-Mauroy, Lille                  | Handbal                | 26.000     | Bestaand  |
| Stade Pierre-Mauroy, Lille                  | Basketbal (voorrondes) | 26.000     | Bestaand  |
| Île de loisirs de Vaires-Torcy              | Kanovaren (sprint)     | 24.000     | Nieuw     |
| Île de loisirs de Vaires-Torcy              | Roeien                 | 24.000     | Nieuw     |
| Île de loisirs de Vaires-Torcy              | Kanovaren (slalom)     | 12.000     | Nieuw     |
| Marina, Marseille                           | Zeilen                 | 12.262     | Tijdelijk |
| Teahupoo, Tahiti                            | Surfen                 | 1.500      | Bestaand  |
| Centre National de Tir Sportif, Châteauroux | Schietsport            | 3000       | Bestaand  |

## Sporten
Op deze Spelen staan 32 olympische sporten op het programma, één minder dan in 2020. Van de tijdelijke sporten zijn de klimsport, skateboarden en surfen behouden. Het breaking zal debuteren in Parijs. Het sportklimmen, skateboarden en surfen worden net als bij de voorgaande Spelen toegevoegd aan het olympisch programma. De sporten honkbal/softbal en karate verdwijnen van het olympisch programma.
| Sport            | Nieuw                                                           | Verdwenen                                         | Wijzigingen                               |
| ---------------- | --------------------------------------------------------------- | ------------------------------------------------- | ----------------------------------------- |
| Atletiek         | 35 km snelwandelen team                                         | 50 km snelwandelen (m)                            |                                           |
| Boksen           | Bantam (v)                                                      | Halfzwaar (m)                                     |                                           |
| Breaking         | B-Boys B-Girls                                                  |                                                   |                                           |
| Gewichtheffen    |                                                                 | -67 kg (m) -81 kg (m) -55 kg (v) -64 kg (v)       |                                           |
| Honkbal          |                                                                 | Honkbal Softbal                                   |                                           |
| Kanovaren        | C2 500m (m) K2 500m (m) Extreme slalom (m) Extreme slalom (v)   | C2 1000m (m) K2 1000m (m) K1 200m (m) K1 200m (v) |                                           |
| Karate           |                                                                 | licht (m/v) midden (m/v) zwaar (m/v) kata (m/v)   |                                           |
| Synchroonzwemmen |                                                                 |                                                   | team (van de 8 leden mogen er 2 man zijn) |
| Klimsport        | Bouldering & lead (m) Bouldering & lead (v) Speed (m) Speed (v) | mannen vrouwen                                    |                                           |
| Zeilen           | 470 (g) IQFoil (m/v) Formula Kite (m/v)                         | 470 (m/v) RS:X (m/v) Finn (m)                     |                                           |
|                  | 15                                                              | -25                                               | -10                                       |

## Kalender
| ● | Openingsceremonie | ● | Wedstrijden | 1 | Wedstrijden met medailles | ● | Sluitingsceremonie |

| juli/augustus 2024 | juli/augustus 2024 | 24 wo | 25 do | 26 vr | 27 za | 28 zo | 29 ma | 30 di | 31 wo | 1 do | 2 vr | 3 za | 4 zo | 5 ma | 6 di | 7 wo | 8 do | 9 vr | 10 za | 11 zo | Totaal |
| ------------------ | ------------------ | ----- | ----- | ----- | ----- | ----- | ----- | ----- | ----- | ---- | ---- | ---- | ---- | ---- | ---- | ---- | ---- | ---- | ----- | ----- | ------ |
| Ceremonie          | Ceremonie          |       |       | ●     |       |       |       |       |       |      |      |      |      |      |      |      |      |      |       | ●     |        |
| Atletiek           | Atletiek           |       |       |       |       |       |       |       |       | 2    | 1    | 5    | 3    | 4    | 5    | 5    | 5    | 8    | 9     | 1     | 48     |
| Badminton          | Badminton          |       |       |       | ●     | ●     | ●     | ●     | ●     | ●    | 1    | 1    | 1    | 2    |      |      |      |      |       |       | 5      |
| Basketbal          | Basketbal          |       |       |       | ●     | ●     | ●     | ●     | ●     | ●    | ●    | ●    | ●    |      | ●    | ●    | ●    | ●    | 1     | 1     | 4      |
| Basketbal          | 3×3 Basketbal      |       |       |       |       |       |       | ●     | ●     | ●    | ●    | ●    | ●    | 2    |      |      |      |      |       |       | 4      |
| Boksen             | Boksen             |       |       |       | ●     | ●     | ●     | ●     | ●     | ●    | ●    | ●    | ●    |      | 1    | 2    | 2    | 4    | 4     |       | 13     |
| Boogschieten       | Boogschieten       |       | ●     |       |       | 1     | 1     | ●     | ●     | ●    | 1    | 1    | 1    |      |      |      |      |      |       |       | 5      |
| Breaking           | Breaking           |       |       |       |       |       |       |       |       |      |      |      |      |      |      |      |      | 1    | 1     |       | 2      |
| Gewichtheffen      | Gewichtheffen      |       |       |       |       |       |       |       |       |      |      |      |      |      |      | 2    | 2    | 2    | 3     | 1     | 10     |
| Golf               | Golf               |       |       |       |       |       |       |       |       | ●    | ●    | ●    | 1    |      |      | ●    | ●    | ●    | 1     |       | 2      |
| Gymnastiek         | Turnen             |       |       |       | ●     | ●     | 1     | 1     | 1     | 1    |      | 3    | 3    | 4    |      |      |      |      |       |       | 18     |
| Gymnastiek         | Ritmisch           |       |       |       |       |       |       |       |       |      |      |      |      |      |      |      | ●    | 1    | 1     |       | 18     |
| Gymnastiek         | Trampoline         |       |       |       |       |       |       |       |       |      | 2    |      |      |      |      |      |      |      |       |       | 18     |
| Handbal            | Handbal            |       | ●     |       | ●     | ●     | ●     | ●     | ●     | ●    | ●    | ●    | ●    |      | ●    | ●    | ●    | ●    | 1     | 1     | 2      |
| Hockey             | Hockey             |       |       |       | ●     | ●     | ●     | ●     | ●     | ●    | ●    | ●    | ●    | ●    | ●    | ●    | 1    | 1    |       |       | 2      |
| Judo               | Judo               |       |       |       | 2     | 2     | 2     | 2     | 2     | 2    | 2    | 1    |      |      |      |      |      |      |       |       | 15     |
| Kanovaren          | Slalom             |       |       |       | ●     | 1     | 1     | ●     | 1     | 1    | ●    | ●    | ●    | 2    |      |      |      |      |       |       | 16     |
| Kanovaren          | Sprint             |       |       |       |       |       |       |       |       |      |      |      |      |      | ●    | ●    | 3    | 4    | 3     |       | 16     |
| Klimsport          | Klimsport          |       |       |       |       |       |       |       |       |      |      |      |      | ●    | ●    | 1    | 1    | 1    | 1     |       | 4      |
| Moderne vijfkamp   | Moderne vijfkamp   |       |       |       |       |       |       |       |       |      |      |      |      |      |      |      | ●    | ●    | 1     | 1     | 2      |
| Paardensport       | Dressuur           |       |       |       |       |       |       | ●     | ●     |      |      | 1    | 1    |      |      |      |      |      |       |       | 6      |
| Paardensport       | Eventing           |       |       |       | ●     | ●     | 2     |       |       |      |      |      |      |      |      |      |      |      |       |       | 6      |
| Paardensport       | Jumping            |       |       |       |       |       |       |       |       | ●    | 1    |      |      | ●    | 1    |      |      |      |       |       | 6      |
| Roeien             | Roeien             |       |       |       | ●     | ●     | ●     | ●     | 2     | 4    | 4    | 4    |      |      |      |      |      |      |       |       | 14     |
| Rugby              | Rugby              | ●     | ●     |       | 1     | ●     | ●     | 1     |       |      |      |      |      |      |      |      |      |      |       |       | 2      |
| Schermen           | Schermen           |       |       |       | 2     | 2     | 2     | 1     | 1     | 1    | 1    | 1    | 1    |      |      |      |      |      |       |       | 12     |
| Schietsport        | Schietsport        |       |       |       | 1     | 2     | 2     | 2     | 1     | 1    | 1    | 2    | 1    | 2    |      |      |      |      |       |       | 15     |
| Schoonspringen     | Schoonspringen     |       |       |       | 1     |       | 1     |       | 1     |      | 1    |      |      | ●    | 1    | ●    | 1    | 1    | 1     |       | 8      |
| Skateboarden       | Skateboarden       |       |       |       |       | 1     | 1     |       |       |      |      |      |      |      | 1    | 1    |      |      |       |       | 4      |
| Surfen             | Surfen             |       |       |       | ●     | ●     | ●     | ●     | 2     |      |      |      |      |      |      |      |      |      |       |       | 2      |
| Synchroonzwemmen   | Synchroonzwemmen   |       |       |       |       |       |       |       |       |      |      |      |      | ●    | ●    | 1    |      | ●    | 1     |       | 2      |
| Taekwondo          | Taekwondo          |       |       |       |       |       |       |       |       |      |      |      |      |      |      | 2    | 2    | 2    | 2     |       | 8      |
| Tafeltennis        | Tafeltennis        |       |       |       | ●     | ●     | ●     | 1     | ●     | ●    | ●    | 1    | 1    | ●    | ●    | ●    | ●    | 1    | 1     |       | 5      |
| Tennis             | Tennis             |       |       |       | ●     | ●     | ●     | ●     | ●     | ●    | 1    | 2    | 2    |      |      |      |      |      |       |       | 5      |
| Triatlon           | Triatlon           |       |       |       |       |       |       | 1     | 1     |      |      |      |      | 1    |      |      |      |      |       |       | 3      |
| Voetbal            | Voetbal            | ●     | ●     |       | ●     | ●     |       | ●     | ●     |      | ●    | ●    |      | ●    | ●    |      | ●    | 1    | 1     |       | 2      |
| Volleybal          | Beach volleyball   |       |       |       | ●     | ●     | ●     | ●     | ●     | ●    | ●    | ●    | ●    | ●    | ●    | ●    | ●    | 1    | 1     |       | 4      |
| Volleybal          | Volleybal          |       |       |       | ●     | ●     | ●     | ●     | ●     | ●    | ●    | ●    | ●    | ●    | ●    | ●    | ●    | ●    | 1     | 1     | 4      |
| Waterpolo          | Waterpolo          |       |       |       | ●     | ●     | ●     | ●     | ●     | ●    | ●    | ●    | ●    | ●    | ●    | ●    | ●    | ●    | 1     | 1     | 2      |
| Wielersport        | Weg                |       |       |       | 2     |       |       |       |       |      |      | 1    | 1    |      |      |      |      |      |       |       | 22     |
| Wielersport        | Baan               |       |       |       |       |       |       |       |       |      |      |      |      | 1    | 1    | 2    | 2    | 2    | 1     | 3     | 22     |
| Wielersport        | BMX                |       |       |       |       |       |       | ●     | 2     | ●    | 2    |      |      |      |      |      |      |      |       |       | 22     |
| Wielersport        | Mountainbike       |       |       |       |       | 1     | 1     |       |       |      |      |      |      |      |      |      |      |      |       |       | 22     |
| Worstelen          | Worstelen          |       |       |       |       |       |       |       |       |      |      |      |      | ●    | 3    | 3    | 3    | 3    | 3     | 3     | 18     |
| Zeilen             | Zeilen             |       |       |       |       | ●     | ●     | ●     | ●     | 2    | 2    | ●    | ●    | ●    | 2    | 2    | 2    |      |       |       | 10     |
| Zwemmen            | Zwemmen            |       |       |       | 4     | 3     | 5     | 3     | 5     | 4    | 3    | 4    | 4    |      |      |      | 1    | 1    |       |       | 37     |
| Totaal             | Totaal             |       |       |       | 13    | 13    | 19    | 12    | 19    | 18   | 23   | 27   | 20   | 18   | 15   | 21   | 25   | 34   | 39    | 13    | 329    |
| Cumulatief         | Cumulatief         |       |       |       | 13    | 26    | 45    | 57    | 76    | 94   | 117  | 144  | 164  | 182  | 197  | 218  | 243  | 277  | 316   | 329   | 329    |
| juli/augustus 2024 | juli/augustus 2024 | 24 wo | 25 do | 26 vr | 27 za | 28 zo | 29 ma | 30 di | 31 wo | 1 do | 2 vr | 3 za | 4 zo | 5 ma | 6 di | 7 wo | 8 do | 9 vr | 10 za | 11 zo | Totaal |

## Deelnemende Nationale Olympische Comités
De volgende lijst bevat de Nationale Olympische Comités die ten minste één sporter hebben gekwalificeerd voor de Olympische Zomerspelen van 2024. Na de Russische invasie van Oekraïne schorste het IOC de Olympische Comités van Rusland en Wit-Rusland. Russische en Wit-Russische atleten zullen in plaats daarvan deelnemen als "Individuele Neutrale Atleten" (AIN) zonder nationale identificatie, zolang zij de oorlog niet "actief" steunen. Als individuele atleten worden AIN niet beschouwd als een delegatie tijdens de openingsceremonie of in de medaillespiegel.
In totaal worden er 206 olympische nationale teams vertegenwoordigd op de Olympische Zomerspelen van 2024, waarvan 54 uit Afrika, 48 uit Europa, 44 uit Azië, 41 uit Amerika, 17 uit Oceanië, de Individuele Neutrale Atleten en het Olympisch Vluchtelingenteam.
| Deelnemende Nationale Olympische Comités |
| --- |
| - Afghanistan (6) - Albanië (8) - Algerije (45) - Amerikaans-Samoa (2) - Amerikaanse Maagdeneilanden (5) - Andorra (2) - Angola (24) - Antigua en Barbuda (5) - Argentinië (136) - Armenië (15) - Aruba (6) - Australië (460) - Azerbeidzjan (47) - Bahama's (18) - Bahrein (13) - Bangladesh (5) - Barbados (4) - België (166) - Belize (1) - Benin (5) - Bermuda (8) - Bhutan (3) - Bolivia (4) - Bosnië en Herzegovina (5) - Botswana (11) - Brazilië (276) - Britse Maagdeneilanden (4) - Brunei (3) - Bulgarije (47) - Burkina Faso (8) - Burundi (7) - Cambodja (3) - Canada (315) - Centraal-Afrikaanse Republiek (4) - Chili (48) - China (388) - Chinees Taipei (60) - Colombia (88) - Comoren (4) - Congo-Brazzaville (4) - Congo-Kinshasa (6) - Cookeilanden (2) - Costa Rica (6) - Cuba (61) - Cyprus (16) - Denemarken (124) - Djibouti (7) - Dominica (4) - Dominicaanse Republiek (58) - Duitsland (428) - Ecuador (40) - Egypte (148) - El Salvador (8) - Equatoriaal-Guinea (3) - Eritrea (12) - Estland (24) - Ethiopië (34) - Fiji (33) - Filipijnen (22) - Finland (56) - Frankrijk (573) - Gabon (5) - Gambia (7) - Georgië (28) - Ghana (8) - Grenada (6) - Griekenland (100) - Groot-Brittannië (327) - Guam (8) - Guatemala (16) - Guinee (24) - Guinee-Bissau (6) - Guyana (5) - Haïti (7) - Honduras (4) - Hongarije (170) - Hong Kong (36) - Ierland (134) - IJsland (5) - India (112) - Individuele Olympische atleten (32) - Indonesië (29) - Irak (22) - Iran (40) - Israël (88) - Italië (372) - Ivoorkust (11) - Jamaica (58) - Japan (403) - Jemen (4) - Jordanië (12) - Kaaimaneilanden (4) - Kaapverdië (7) - Kameroen (6) - Kazachstan (79) - Kenia (72) - Kirgizië (16) - Kiribati (3) - Koeweit (9) - Kosovo (9) - Kroatië (73) - Laos (4) - Lesotho (3) - Letland (29) - Libanon (10) - Liberia (8) - Libië (6) - Liechtenstein (1) - Litouwen (50) - Luxemburg (14) - Madagaskar (7) - Malawi (3) - Maldiven (5) - Maleisië (26) - Mali (23) - Malta (5) - Marokko (59) - Marshalleilanden (4) - Mauritanië (2) - Mauritius (13) - Mexico (107) - Micronesia (3) - Moldavië (26) - Monaco (6) - Mongolië (32) - Montenegro (19) - Mozambique (7) - Myanmar (2) - Namibië (4) - Nauru (1) - Nederland (258) - Nepal (7) - Nicaragua (7) - Nieuw-Zeeland (195) - Niger (7) - Nigeria (88) - Noord-Korea (16) - Noord-Macedonië (7) - Noorwegen (107) - Oeganda (24) - Oekraïne (140) - Oezbekistan (86) - Olympisch vluchtelingenteam (37) - Oman (4) - Oost-Timor (4) - Oostenrijk (78) - Pakistan (7) - Palau (3) - Palestina (8) - Panama (8) - Papoea-Nieuw-Guinea (6) - Paraguay (28) - Peru (26) - Polen (211) - Portugal (73) - Puerto Rico (25) - Qatar (14) - Roemenië (107) - Rwanda (8) - Saint Kitts en Nevis (3) - Saint Lucia (4) - Saint Vincent en de Grenadines (4) - Salomonseilanden (3) - Samoa (24) - San Marino (5) - Sao Tomé en Principe (3) - Saoedi-Arabië (9) - Senegal (11) - Servië (112) - Seychellen (3) - Sierra Leone (4) - Singapore (23) - Slovenië (28) - Slowakije (90) - Soedan (3) - Somalië (1) - Spanje (382) - Sri Lanka (6) - Suriname (5) - Swaziland (3) - Syrië (6) - Tadzjikistan (14) - Tanzania (7) - Thailand (51) - Togo (5) - Tonga (4) - Trinidad en Tobago (18) - Tsjaad (3) - Tsjechië (112) - Tunesië (27) - Turkije (102) - Turkmenistan (6) - Tuvalu (2) - Uruguay (25) - Vanuatu (6) - Venezuela (33) - Verenigde Arabische Emiraten (13) - Verenigde Staten (592) - Vietnam (16) - Zambia (27) - Zimbabwe (7) - Zuid-Afrika (149) - Zuid-Korea (115) - Zuid-Soedan (14) - Zweden (142) - Zwitserland (127) |

## Medailles

### Medaillespiegel
In onderstaande tabel de top 10. Het gastland heeft een blauwe achtergrond. De gegevens zijn in overeenstemming met de ranglijst zoals die door het IOC is opgesteld.
Stand: zondag 11 augustus 2024, 18:26 (CEST / UTC +2)
| Plaats | Land             | NOC | Goud | Zilver | Brons | Totaal |
| ------ | ---------------- | --- | ---- | ------ | ----- | ------ |
| 1      | Verenigde Staten | USA | 40   | 44     | 42    | 126    |
| 2      | China            | CHN | 40   | 27     | 24    | 91     |
| 3      | Japan            | JPN | 20   | 12     | 13    | 45     |
| 4      | Australië        | AUS | 18   | 19     | 16    | 53     |
| 5      | Frankrijk        | FRA | 16   | 26     | 22    | 64     |
| 6      | Nederland        | NED | 15   | 7      | 12    | 34     |
| 7      | Groot-Brittannië | GBR | 14   | 22     | 29    | 65     |
| 8      | Zuid-Korea       | KOR | 13   | 9      | 10    | 32     |
| 9      | Italië           | ITA | 12   | 13     | 15    | 40     |
| 10     | Duitsland        | GER | 12   | 13     | 8     | 33     |
|        |                  |     |      |        |       |        |
| 25     | België           | BEL | 3    | 1      | 6     | 10     |

Bron klassement: 